# Peugeot Typ 44
Der Peugeot Typ 44 ist ein frühes Automodell des französischen Automobilherstellers Peugeot, von dem 1903 im Werk Lille 58 Exemplare produziert wurden.
Die Fahrzeuge besaßen einen Vierzylinder-Viertaktmotor, der vorne angeordnet war und über Kette die Hinterräder antrieb. Der Motor leistete aus 2.042 cm³ Hubraum 12 PS.
Der Radstand betrug 195 cm. Die Karosserieform Doppelphaeton bot Platz für vier Personen.